# Civetta
A Civetta vagy Monte Civetta, helyi ladin nyelven Al Zuita egy 3200 méter magas hegy a Déli-Dolomitokban, Olaszország Veneto régiójában, Belluno megyében. A Civetta–Moiazza hegycsoport része. Olasz nevének jelentése „bagoly”. E madár stilizált képe megjelenik pl. a Dolomiti Superski regionális sípályarendszer Civetta-zónájának logójában is.

## Fekvése
A Civetta tömbjét körülvevő völgyek: nyugat felé az alsó Cordevole-völgy, északon a Fiorentina-völgy, keleten a Zoldo-völgy (Val di Zoldo, vagy Val Zoldana) határolja. A 3220 m magas Monte Civetta a hozzá csatlakozó, valamelyest kisebb csúcsokkal együtt alkotja a Civetta–Moiazza-hegycsoportot. A csoport egy 6 km hosszú összefüggő sziklatömböt képez, amelynek oldala 1000 m-es függőleges sziklafalat mutat. A hegycsoport csúcsai, északról dél felé haladva: Coldai-hegy (Monte Coldai, 2396 m), Coldai-torony (Torre Coldai, 2600 m), Alleghe-torony (Torre d’Alleghe, 2649 m), Valgrande-torony (Torre di Valgrande, 2715 m), Civetta-csúcs (Punta Civetta, 2892 m), maga a Civetta-hegy (Monte Civetta, 3220 m), a Kis-Civetta (Piccola Civetta, 3207 m), a Mede-csúcsok (Cime di Mede, 2504 m), a Velence-torony (Torre Venezia, 2337 m), a Busazze-csúcs (Cima delle Busazze, 2894 m) és a Moiazetta-hegy (Monte Moiazetta, 2727 méter).
A Civetta nyugati fala alatt, a Cordevole-völgyben fekszik Alleghe község, a róla elnevezett Alleghe-tó partján. A tó 1717-ben jött létre, egy, a völgyben folyó patakokat elrekesztő hegyomlás következtében (hasonlóan az 1837-ben keletkezett erdélyi Gyilkos-tóhoz). A Civetta–Moiazza hegycsoport déli végénél (a déli-Moiazza alatt), a Cordevole-völgy és az Agordina-völgy találkozásánál fekszik Agordo városa és annak keleti szomszédja, La Valle Agordino község. E környék lakossága képezi az Agordinónak nevezett nyelvi–területi közösséget, amelynek helyi nyelvét, a venetói ladin dialektust az olasz állami törvények önálló kisebbségi nyelvként ismerik el. Agordóból az SR 203/204 országút visz tovább dél felé, a megyeszékhely, Belluno irányába. Keleten a Civetta alatt húzódik a Zoldo-völgy, itt halad a SR 251 országút, amely Longarone városánál keresztezi a Piave völgyét.
A Civettától észak felé két fontosabb útvonal vezet a hegyek közé. Nyugaton, a Cordevole-völgyből, Alleghéből az SR 203 és SS 563 utak vezetnek a 2109 m magas Falzarego-hágóra, keleten a Zoldo-völgyből, Selva di Cadore hegyi községen keresztül az SP 638-as úton a 2236 m magas Giau-hágóra lehet feljutni. Mindkét útvonal az SS 48 főútba torkollik és Cortina d’Ampezzóba vezet.
A Civetta csúcsáról körkilátás nyílik a környező hegyvilágra. Délnyugaton a Pale di San Martino csoport tornyai, nyugaton a Marmolada, északnyugaton a Col di Lana és a Sella-hegycsoport, északon a Tofanák csoportja, északkeleten az Antelao csúcsai látszanak. Keleten egy magányos sziklatorony, a 3168 m magas Pelmo uralja a horizontot. Délnyugati irányban már a Friuli-Dolomitok láthatók, a Piavén túl. Délen a Bellunói-Dolomitok látszanak, a Dolomitok legdélebbre fekvő csoportja, amelyen túl a felső Piave-völgy és a Vittorio Veneto körüli síkság terül el.

## Első megmászói
A hivatalos feljegyzések szerint a Civettát elsőnek egy angol alpinista mászta meg, bizonyos Francis Fox Tuckett, két svájci hegyi vezető, Melchior Anderegg és Jacob Anderegg kíséretében, 1867-ben.
Valójában a csúcsot már 1855-ben elérte egy Pecolban lakó vadászember, Simeone De Silvestro, becenevén „Piovanel”, aki később Tuckettnek is pontosan leírta a csúcsra vezető útvonalat. Valószínű, hogy Tuckett előtt több más, névtelen helybéli vadász is rendszeresen feljárt a Civetta legfelső régióiba, a zergéket követve.

## Alpinizmus, sport
Simeone De Silvestro egykori útvonala, amely a Zoldo-völgyből a hegy északkeleti oldalán vezet fel a csúcsra, ma is a legkönnyebb, normál túraútvonal, amelyet Tivan-útnak neveznek.
A Via ferrata degli Alleghesi már nehezebb, több szakaszán vasalt biztosítással ellátott, kombinált vándorló és mászóút, ez a Punta Civetta csúcs keleti pillérén és az északi hegygerincen át a Civetta főcsúcsára vezet. A kőhullás veszélyének erősen kitett Via ferrata Attilio Tissi és a Moiazzára vezető Via ferrata Costantini mászóutak a Dolomitok legmegerőltetőbb vasalt mászóútjai közé tartoznak.
A bakancsos turisták látványos hegyjáró túrát tehetnek a Zoldana-völgyből (a Staulanza-hágóból vagy a Palafavera fennsíkról) a Coldai-menedékházhoz, innen a Coldai-tó mellett a Tissi- (2250 m) és a Mario Vazzoler-menedékházhoz (1714 m)  menedékházakhoz. A Carestiato-menedékház mellett vezető úton el lehet jutni az 1605 m magas Duran-hágóra, amely a Moiazza-hegycsoport déli kifutásánál fekszik. Ez a túraútvonal az 1. sz. Dolomiti magasút egyik legszebb szakasza. A Duran-hágón átvezető közút (SP 347) a Zoldo-völgyet az Agordino-völggyel és magával Agordo városával köti össze.
A Civetta környéke a Dolomiti Superski regionális sípályarendszer egyik zónája. Logója egy stilizált bagoly, utalva az olasz Civetta szó jelentésére.

## Menedékházak
A Civetta-hegycsoportban található fontosabb menedékházak (Rifugio, röv. Rif.). Az itt felsorolt házak üzemeltetője az Olasz Alpesi Klub (Club Alpino Italiano, CAI):
- Coldai menedékház (Rif. Sonino al Coldai), a hegy északi oldalában, 2132 méteren,
- Tissi menedékház, a Civetta nyugati falának lábánál, 2262 méteren, látványos félkör-kilátással,
- Mario Vazzoler menedékház, a hegy déli oldalán, 1714 m; nagy sziklamászó túrák fontos kiinduló pontja (pl. a Torre Trieste, Torre Venezia felé)
- Carestiato menedékház, délkeleten, a Moiazza hegy lábánál, 1834 méteren,
- Torrani menedékház, közvetlenül a Civetta főcsúcsa alatt, 2984 méter magasságban.

## Képgaléria

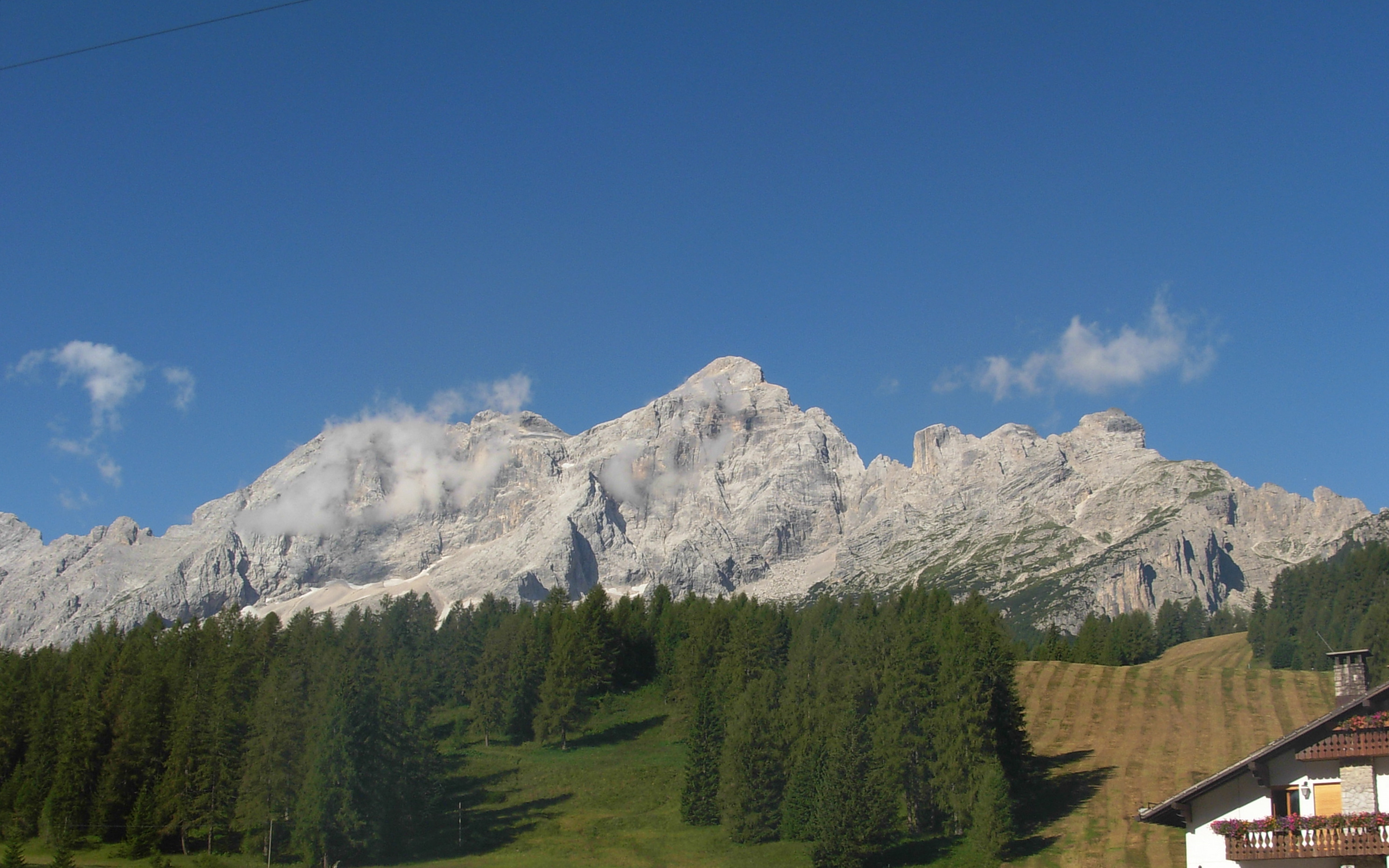
A Civetta keleti lejtője, itt fut a normál (legkönnyebb) útvonal.
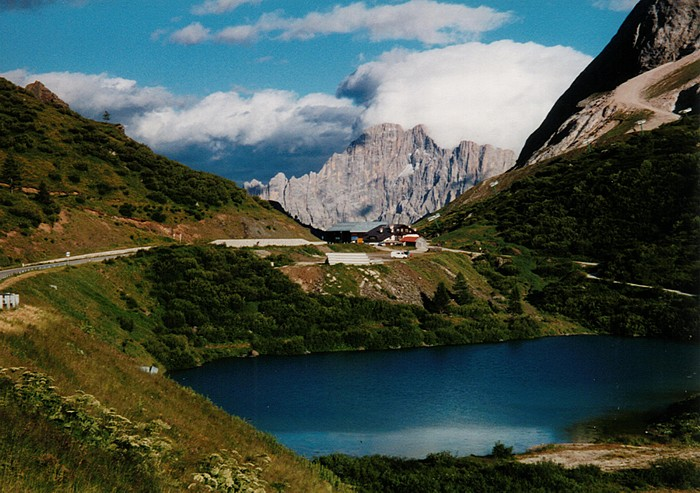
A Civetta a Fedaia-hágóból nézve (jobbra a Marmolada, balra a Padon-gerinc lejtői)
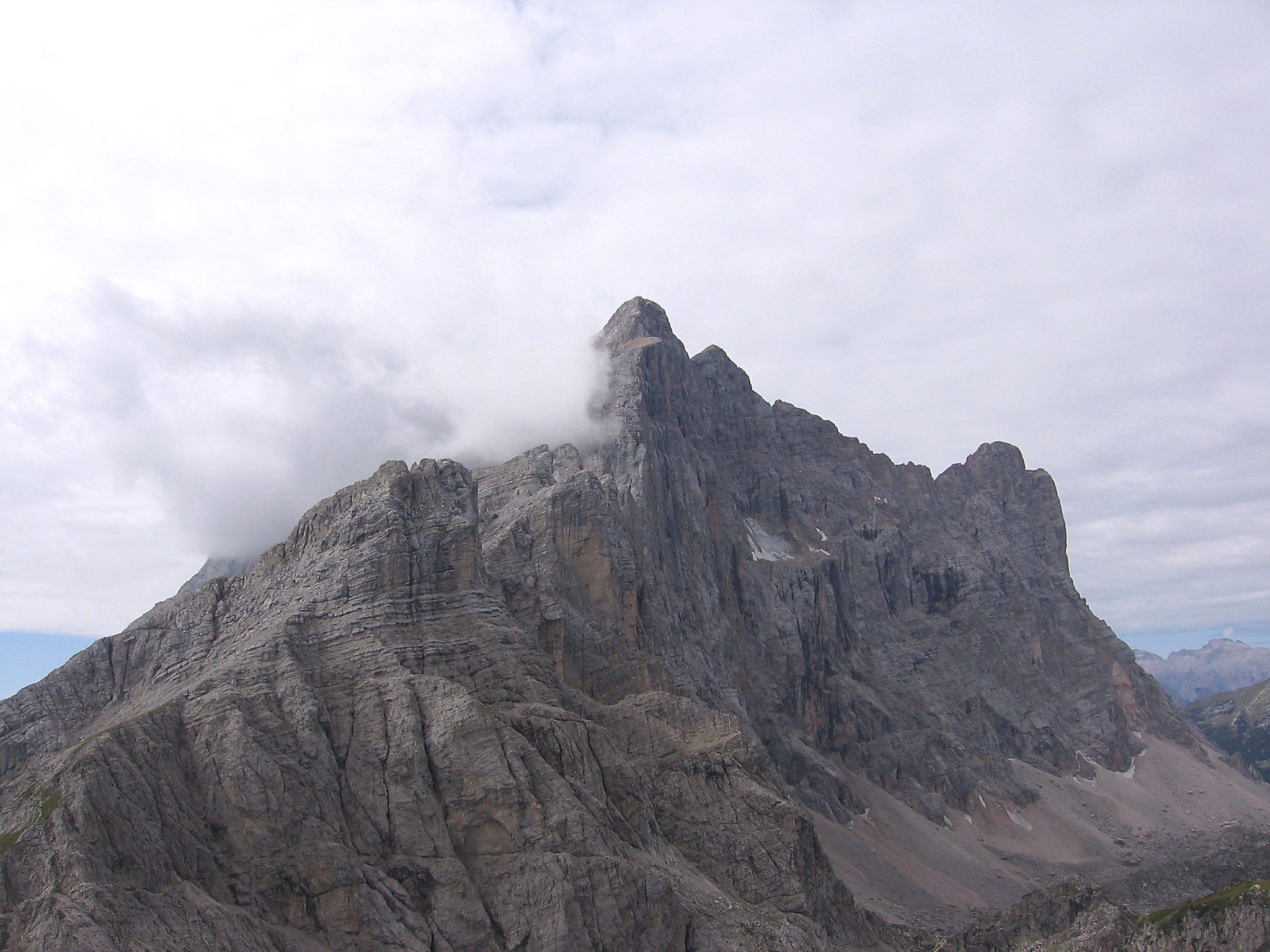
A Civetta északról nézve, szemben az északnyugati fal.
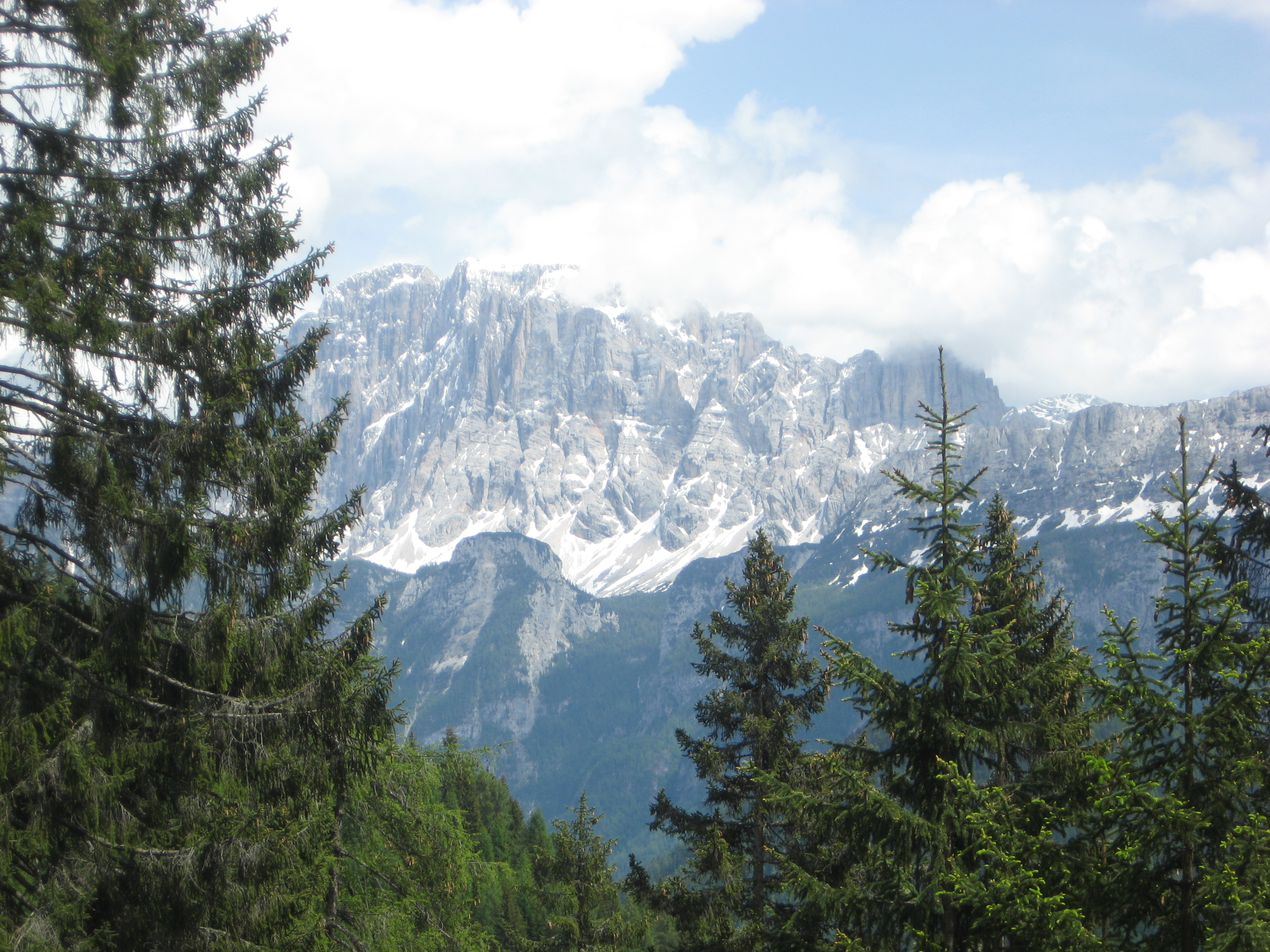
Az északnyugati fal a Col Mont sajtpince (casera) felől nézve.
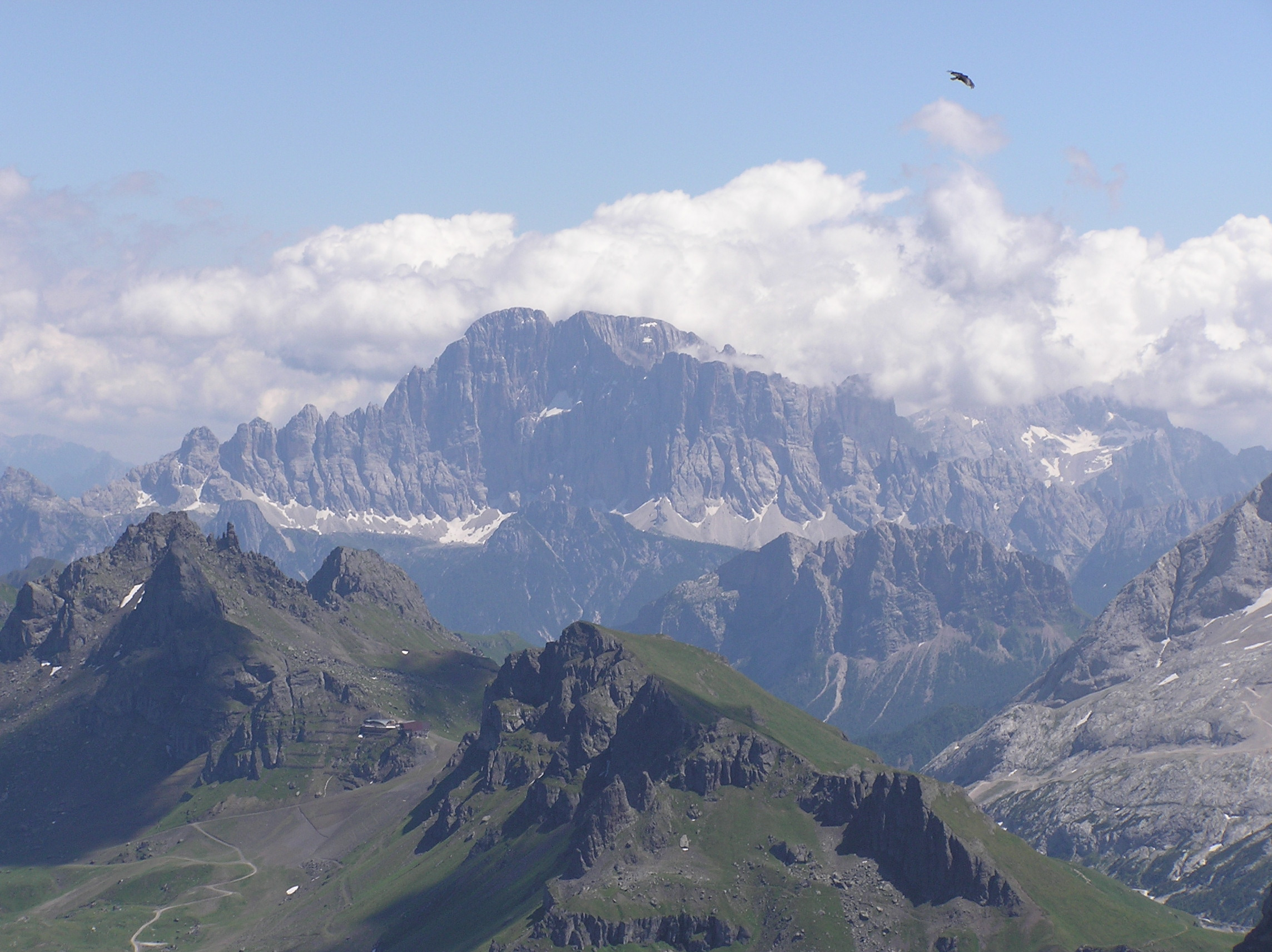
A Civetta nyugati fala a Piz Boè-ról (a Sella csúcsáról)
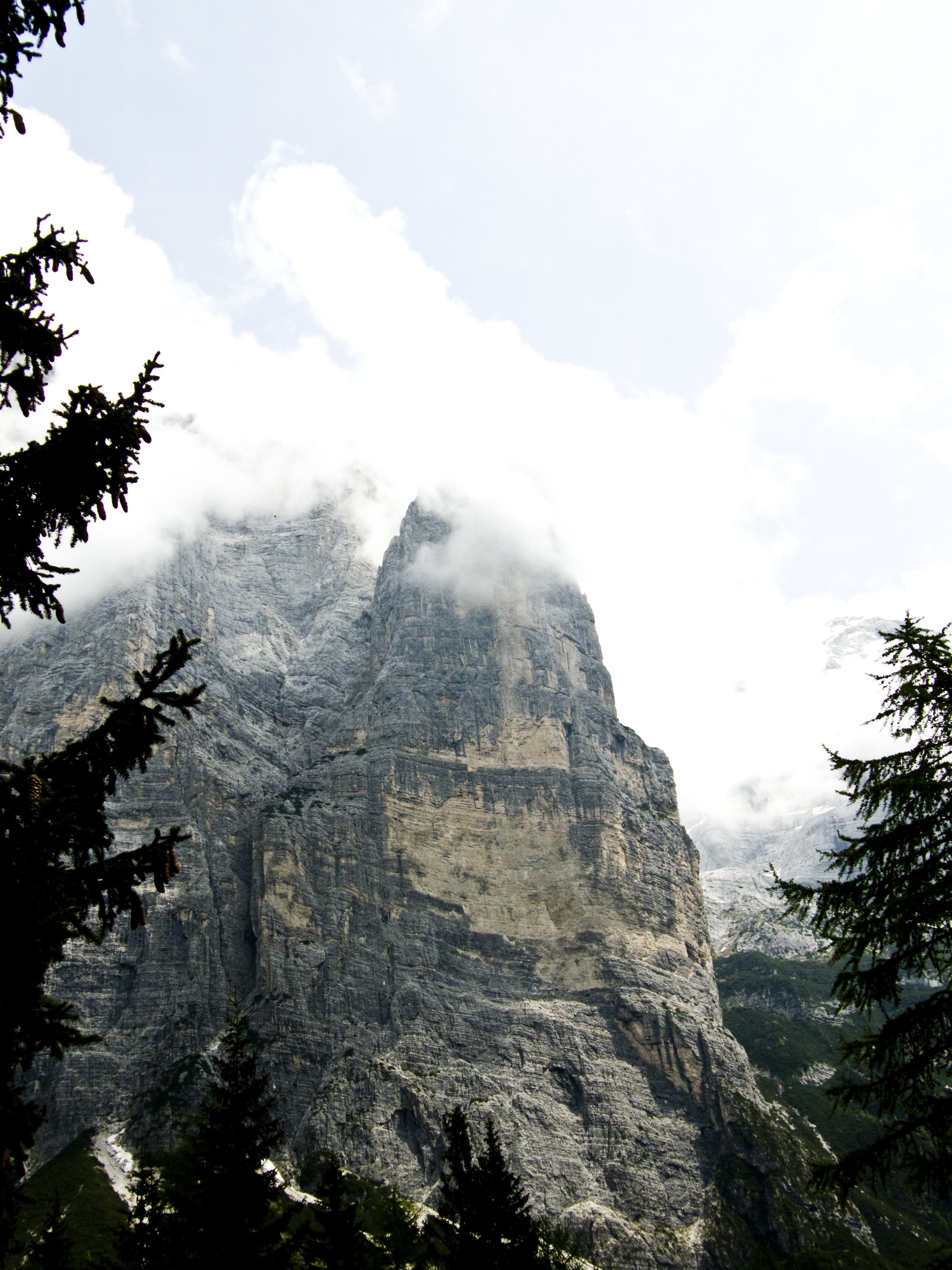
A Trieszt-torony (Torre Trieste) déli fala